# Mohamed Essam
Mohammed Essam  (tiếng Ả Rập: محمد عصام محمد; sinh ngày 1 tháng 1 năm 1994) là một cầu thủ bóng đá chuyên nghiệp người Ai Cập hiện đang thi đấu cho CLB Thể Công - Viettel.

## Sự nghiệp
Mohammed Essam bắt đầu sự nghiệp bóng đá tại Arab Contractors, cùng đội với Mohamed Salah.